# Cerianita-(Ce)
La cerianita-(Ce) és un mineral de la classe dels òxids, que pertany al grup de la uraninita. Rep el seu nom en al·lusió a la seva composició química.

## Característiques
La cerianita-(Ce) és un òxid de fórmula química (Ce4+,Th)O₂. Cristal·litza en el sistema isomètric. És l'anàleg de ceri de l'uraninita i la torianita. És el mineral de ceri conegut més senzill.
Segons la classificació de Nickel-Strunz, la cerianita-(Ce) pertany a «04.DL - Minerals òxids amb proporció metall:oxigen = 1:2 i similars, amb cations grans (+- mida mitja); estructures del tipus de la fluorita» juntament amb els següents minerals: torianita, uraninita, zirkelita, calzirtita, tazheranita i hiärneïta.

## Formació i jaciments
Va ser descoberta a la localitat de Lackner, al districte de Sudbury, Ontario (Canadà). Es pot trobar en altres països d'arreu del planeta però els seus jaciments són escassos. Als territoris de parla catalana ha estat descrita a la mina Alforja, situada a la localitat homònima del Baix Camp.